# クランシー・エクルズ
クランシー・エクルズ（Clancy Eccles、1940年12月19日 - 2005年7月30日）はジャマイカ・セント・メアリー教区出身のシンガーソングライター、アレンジャー、プロモーター、音楽プロデューサー、スカウト。ダイナマイツ (The Dynamites) のリーダーとして、また「レゲエ」という言葉を生み出した人物として、さらには政治思想を積極的に音楽に取り入れた人物として知られる。

## 来歴

### 幼少期
仕立て屋の母と土工の父の間に生まれたエクルズは幼少期をセント・メアリー教区の田舎で過ごした。
エクルズが10歳のとき両親が離婚すると、父親の仕事に付き添ってジャマイカ島内を旅しながら育った。エクルズは教会によく出席し、スピリチュアルを歌うことに惹かれていった。エクルズは後にスピリチュアルが自身の歌唱法へ与えた影響を「スピリチュアル・リバイバリストだった叔父が低音の効かせた歌い方で歌っていて、私はそれを好きになっていったんだ」と証言している。

### 歌手デビュー
エクルズの歌手としてのキャリアは彼がまだ十代の頃から始まった。1950年代中期にはオチョ・リオスを中心としたジャマイカ島北海岸のホテルを巡業し、ブルース・バスターズやヒッグス&ウィルソン、バスター・ブラウンらとともに様々なショーに出演した。
エクルズは1959年にキングストンに拠点を移し、録音を残し始める。コクソン・ドッド主催のタレントショーに参加したことをきっかけにドッドの元に録音を残した。
1961年、エクルズが1959年に録音したスカ楽曲「Freedom」がドッドのサウンドシステムでの選曲をきっかけにジャマイカでヒットする。同楽曲はラスタファリ運動の影響を受けたアフリカへの帰還を歌詞の主題としており、ジャマイカのポピュラー音楽において社会的なメッセージが反映された最初のヒット曲となった。1960年、ジャマイカ労働党 (JLP) 党首にして当時植民地行政長官 (Chief Minster) の地位にあったアレクサンダー・バスタマンテは同楽曲に目をつけ、自身が主張していた西インド連邦からの離脱運動のテーマソングとして採用した。この時期エクルズは他にもブギ、R&Bの「River Jordan」や「Glory Hallelujah」などをヒットさせた。

### プロモーターとして
1962年、エクルズはコンサートのプロモート業を始め、「クリスマス・モーニング」というタレント・ショーを当初はドッドとともに、後に彼自身で主催した。1963年にはクラレドニアンズの、1964年と1965年には、ウェイラーズのコンサートを主催した。エクルズはこの時期、他にも「バトル・オブ・ザ・スターズ」、「クランシー・エクルズ・レヴュー」、「インディペンデント・レヴュー」、「レゲエ・ソウル・レヴュー」といったタレント・ショーを開催し、バーリントン・リーヴィーやジョニー・クラーク、カルチャーを発掘した。
さらに、1963年からはレスリー・コンのビジネス・パートナーであり、ソニア・ポッティンジャーの夫であったチャーリー・ムーの下で数曲を録音した。

### 引退とプロデューサーとしての復帰
しかし、この時期音楽で生計を立てることが出来なくなったエクルズは、1965年に音楽業界を離れ、セント・メアリー教区アノット・ベイで仕立て屋を始めた。音楽業界とのつながりを活かし、ケス・チン、マイティ・ヴァイキングス、バイロン・リー&ザ・ドラゴネアーズ、カルロス・マルコム、ブルース・バスターズなどのステージ衣装制作を請け負った。
丁度ロックステディからレゲエの時代に移りつつあった1967年、エクルズは音楽業界に復帰し、自身や仲間のアーティストの楽曲をプロデュースした。エクルズ自身の「Feel The Rhythm」や、エクルズが作曲したエリック・モンティ・モリスの「Say What You're Saying」がヒット曲となった。
エクルズはまた、「ストレゲエ (streggae)」 という当時キングストンで流行していたスラングから「レゲエ」という言葉を生み出した人物とも言われている。
1968年、イギリスのパマ・レコーズから発表されたエクルズの「What Will Your Mama Say」や「Fattie Fattie」はイギリスのスキンヘッズ達の間で流行した。この時期エクルズはDJのキング・スティットの「Fire Corner」、「Van Cleef」や「Herbman Shuffle」をプロデュースした。これはゴッドファーザー・オブ・DJの異名を持つU・ロイのレコードデビューに1年先駆けていた。
この時期のエクルズはまた、自らがリーダーを務めるセッション・バンドのダイナマイツ とともにウィンストン・ライトのオルガンがリードを取るインストゥルメンタルを数多く制作した。1970年には「Herbman Shuffle」のダブ・ヴァージョンである「Phantom」を発表した。
エクルズは自身の作品をイギリスで発表するため、トロージャンのサブ・レーベルとして「クランストーン (Clanstone)」、「ニュー・ビート」、「クランディスク (Clandisc)」を立ち上げた。これらのレーベルでエクルズはアルトン・エリス、ジョー・ヒッグス、ラリー・マーシャル、ヘムスレー・モリス、アール・ローレンス、ベルトーンズ、グレン・リックス、シンシア・リチャーズ、バスター・ブラウン、ベレス・ハモンドや、トリニダード・トバゴのカリプソニアンのロード・クリエーター「Kingston Town」をプロデュースした。
エクルズの公正さと音楽センスは信頼を集め、1968年にリー・ペリーがコクソン・ドッドの下を離れて自身のレーベル、アップセッターを立ち上げた際や、プロデューサーのウィンストン・ナイニー・ホルムズが自身初のヒット曲「Blood & Fire」を制作することを助けた。

### 人民国家党のキャンペーン
社会主義者でもあったエクルズは、マイケル・マンリーが党首を務めていた時代の人民国家党 (PNP) の音楽キャンペーンを担当した。1972年の総選挙ではボブ・マーリー&ザ・ウェイラーズやデニス・ブラウン、マックス・ロメオ、デルロイ・ウィルソン、インナー・サークルら当時の人気アーティストをステージ付き車両に乗せ、ジャマイカ島内を巡業する「バンドワゴン作戦」を企画した。1970年代を通して、マンリーとの良好な関係を築いたエクルズは「Power For The People」、「Rod Of Correction」、「Generation Belly」などのPNPの政策を称揚する内容の曲を発表した。

### 晩年の活動と死
エクルズは政治活動にのめり込み、音楽に費やす時間が徐々に少なくなっていったが、1970年代後半にはキング・タビーとのコラボレーションや、ティト・サイモン、エクスマ「the Obeah Man」などをプロデュースしヒットを記録した。1980年代になると音楽活動はさらに少なくなり、1985年の「Dem Mash Up The Country」を最後に再び大きなヒットに恵まれることはなかった。
2005年6月30日、エクルズはスパニッシュタウン病院で死去した。死因は心筋梗塞だった。
エクルズの息子、クランシー・エクルズ・ジュニアは「クランシー」の名で音楽業界で働いている。

## ディスコグラフィ

### シングル
- River Jordan / I Live And I Love - 1960 - Blue Beat produced by Coxsone Dodd
- Freedom / More Proof - 1960 - Blue Beat produced by Coxsone Dodd
- Judgement / Baby Please - 1963 - Island Records produced for Charlie Moo
- I'm The Greatest - 1963 - produced by Mike Shadad
- Glory Hallelujah - 1963 - Island Records produced by Coxsone Dodd
- Sammy No Dead / Roam Jerusalem - 1965 - Ska Beat produced by Lyndon Pottinger.
- Miss Ida - 1965 - Ska Beat

### アルバム
- Clancy Eccles - Freedom - 1969 - Clandisc/Trojan
- Clancy Eccles - 1967-1983 - Joshua's Rod Of Correction - Jamaican Gold (1996)
- Clancy Eccles - Top Of The Ladder - 1973 - Big Shot/Trojan
- The Dynamites - Fire Corner - 1969 - Clandisc
- Clancy Eccles & The Dynamites - Herbsman Reggae - 1970 - Clandisc
- Clancy Eccles & The Dynamites - Top Of The Ladder - 1973 - Big Shot/Trojan
- The Dynamites - The Wild Bunch Are The Dynamites - 1967-1971 - Jamaican Gold (1996)
- Clancy Eccles & The Dynamites - Nyah Reggae Rock - 1969-1970 - Jamaican Gold (1997)

### プロデュース作品
- King Stitt - Reggae Fire Beat - 1969-1970 - Jamaican Gold (1996)
- Cynthia Richards & Friends - Foolish Fool -1970 - Clandisc
- Tito Simon - Just Tito Simon - 1973 - Horse/Trojan coproduced by Joe Sinclair
- Various - Clancy Eccles - Fatty Fatty - 1967-1970 - Trojan (1998)
- Various - Clancy Eccles Presents His Reggae Revue - Rock Steady Intensified - 1967-1972 - Heartbeat Records (1990)
- Various - Kingston Town: 18 Reggae Hits - Heartbeat Records (1993)
- Various - Clancy Eccles - Feel The Rhythm - 1966-1968 - Jamaican Gold (2000)
- Various - Clancy Eccles' Rock Steady Reggae Revue at Sombrero Club - 1967-1969 - Jamaican Gold (2001)
- Various - Clancy Eccles' Reggae Revue At The Ward Theatre - 1969-1970 - Jamaican Gold (2001)
- Various - Clancy Eccles' Reggae Revue At The VIP Club - 1970-1973 - Jamaican Gold (2001)
- Various - Clancy Eccles' Reggae Revue At The Carib Theatre - 1973-1986 - Jamaican Gold (2001)
- Various - Clancy Eccles: Freedom - An Anthology - Trojan (Oct. 2005)